# Normalisator
Normalisator är ett begrepp inom gruppteorin. Om S är en mängd i gruppen G, så är normalisatorn för S:
{\displaystyle \mathrm {N} _{G}(S)=\{g\in G\mid Sg=gS\}.}

## Egenskaper
- Normalisatorn är en delgrupp i G.
- Om elementet g i G tillhör Z(G), så är NG(g) = G.
- Om H är en delgrupp i G, så är NG(H) den största delgrupp i G, i vilken H är en normal delgrupp. Härav följer att H är normaldelare av G om NG(H) = G.

## Exempel
Betrakta gruppen D4 = {I, φ, ψ, ψ2, ψ3,φψ2, φψ, ψφ}, som avbildar en kvadrat på sig själv och är en delgrupp till S4, där I är den identiska avbildningen, φ är en spegling i den vertikala axeln och ψ är en vridning 90 grader.
Z(D4) = {I, ψ2)}. Alltså är normalisatorn  NG(Z(D4)) = D4.  
Om H = {I, φ} är normalisatorn NG(H) = {I, φ, ψ2, φψ2}. H är således inte en normal delgrupp i D4.
Om H = {I, ψ, ψ2, ψ3} är normalisatorn NG(H) = D4 och H är alltså normaldelare till D4.